# North Carolina Department of Environment and Natural Resources
Le North Carolina Department of Environmental Quality, anciennementNorth Carolina Department of Environment and Natural Resources (NCDENR) est une agence destinée à la préservation et la protection des ressources naturelles remarquables de la Caroline du Nord.
L'organisation administre des programmes conçus pour protéger la qualité de l'air, la qualité de l'eau et la santé du public.
Le NCDENR offre aussi une aide technique aux fermiers, aux collectivités locales et au public, et il encourage au comportement responsable en ce qui concerne l'environnement par des programmes d'enseignement donnés dans les locaux de l'agence et par le système scolaire de l'État. Grâce à ses  différentes divisions, l'organisation travaille pour la protection de la faune et de la flore, ainsi que des zones désertiques. Ses activités vont de l'aide à la protection des captages d'eau potable, de gérer les parcs d'État et ses forêts, et permettre des loisirs de plein air en toute sécurité.

## Les divisions
- Air Quality
- Aquariums
  - North Carolina Aquarium de Fort Fisher
  - North Carolina Aquarium de Pine Knoll Shores
  - North Carolina Aquarium de Roanoke Island

- Coastal Management
- Customer Service Center
- Environmental Education
- Environmental Health
- Forest Resources
- Land Resources
- Legislative and Intergovernmental Affairs
- Marine Fisheries
- Museum of Natural Sciences
- Office of Conservation and Community Affairs
- Parks and Recreation
- Pollution Prevention and Environmental Assistance
- Soil and Water Conservation
- Waste Management
- Water Quality
- Water Resources
- Zoological Park